# Římskokatolická farnost Horní Štěpánov
Římskokatolická farnost Horní Štěpánov je územní společenství římských katolíků s farním kostel svatého Vavřince. Farnost je součástí boskovického děkanství v rámci brněnské diecéze. Do farnosti patří obec Horní Štěpánov s vesnicemi Nové Sady a Pohora.

## Historie farnosti
Kostel sv. Vavřince s charakteristickou okrouhlou věží byl postaven roku 1712 ve středu obce.

## Duchovní správci
V letech 1945 až 1949 působil ve farnosti jako kaplan Felix Maria Davídek, který zde založil Atheneum – možnost studia pro dospívající mládež, chápanou jako přípravu jednak na studium teologie, jednak na externí zkoušky na gymnáziu. S rostoucím vlivem komunistů stále více rozvíjel svoji myšlenku založit katolickou univerzitu. Začátkem roku 1950 ilegálně vznikla za pomoci olomouckých dominikánů a několika sympatizujících profesorů a kněží filozofická fakulta. Studenti fakulty byli oficiálně zapsáni na Komenského univerzitě, jejich vzdělávání se však odehrávalo v Horním Štěpánově.
Od 1. srpna 2002 do roku 2006 zde působil jako administrátor P. Vít Rozkydal. Řešil kompletní rekonstrukci interiéru kostela a to včetně topení (plynové topení po celém obvodu kostela). Jeho nástupcem byl farář P. Mgr. Miroslav Sedlák. K 1. září 2014 byl administrátorem ustanoven R. D. Josef Pejř.

## Bohoslužby
| Kostel           | Místo          | Bohoslužba (den) | Hodina | Poznámka     |
| ---------------- | -------------- | ---------------- | ------ | ------------ |
| svatého Vavřince | Horní Štěpánov | neděle           | 8.30   | farní kostel |

## Aktivity ve farnosti
Den vzájemných modliteb farností za bohoslovce a bohoslovců za farnosti brněnské diecéze i Adorační den připadá na 14. prosince.

## Fotogalerie

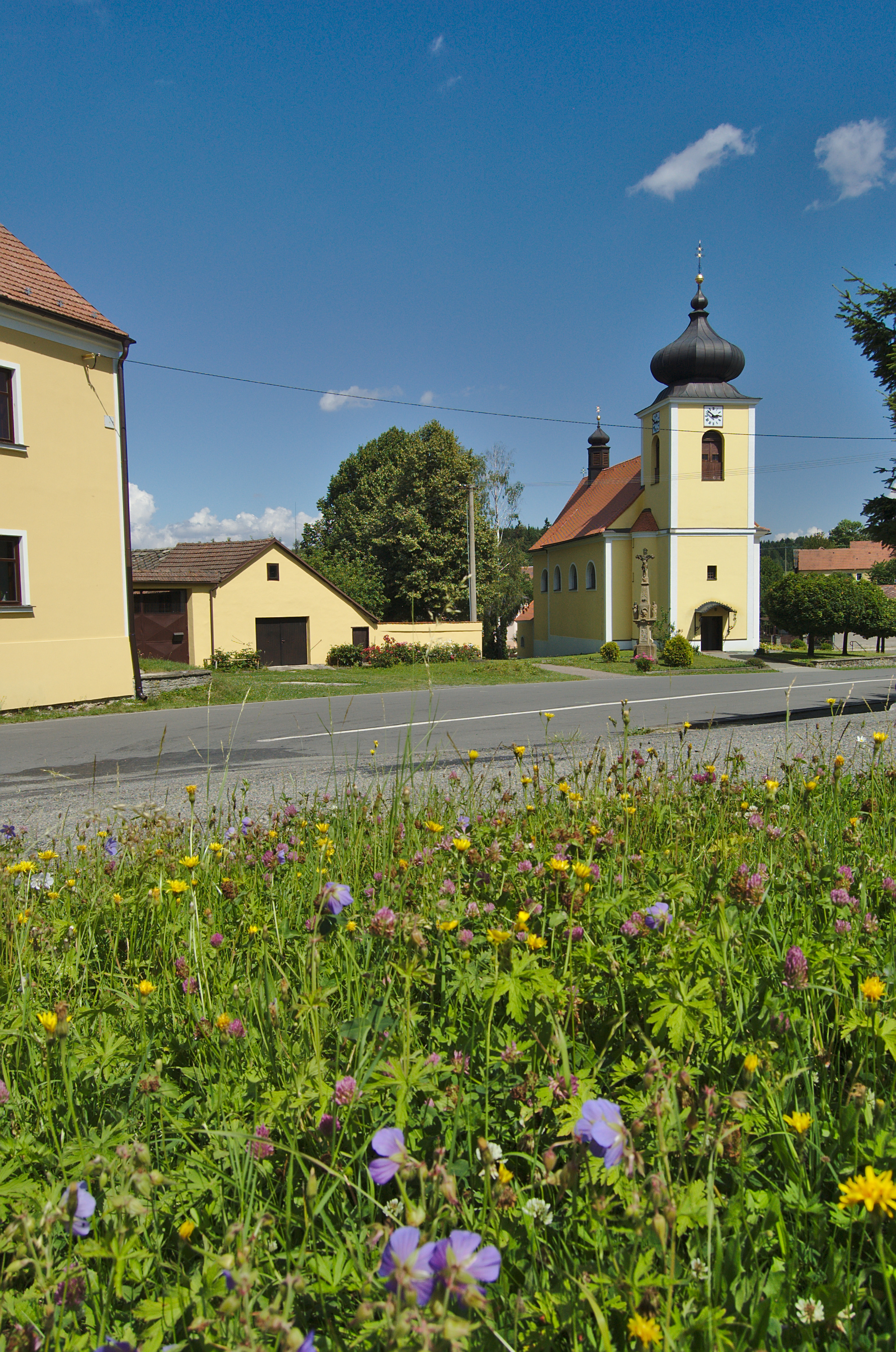
Kostel svatého Vavřince a fara, Horní Štěpánov
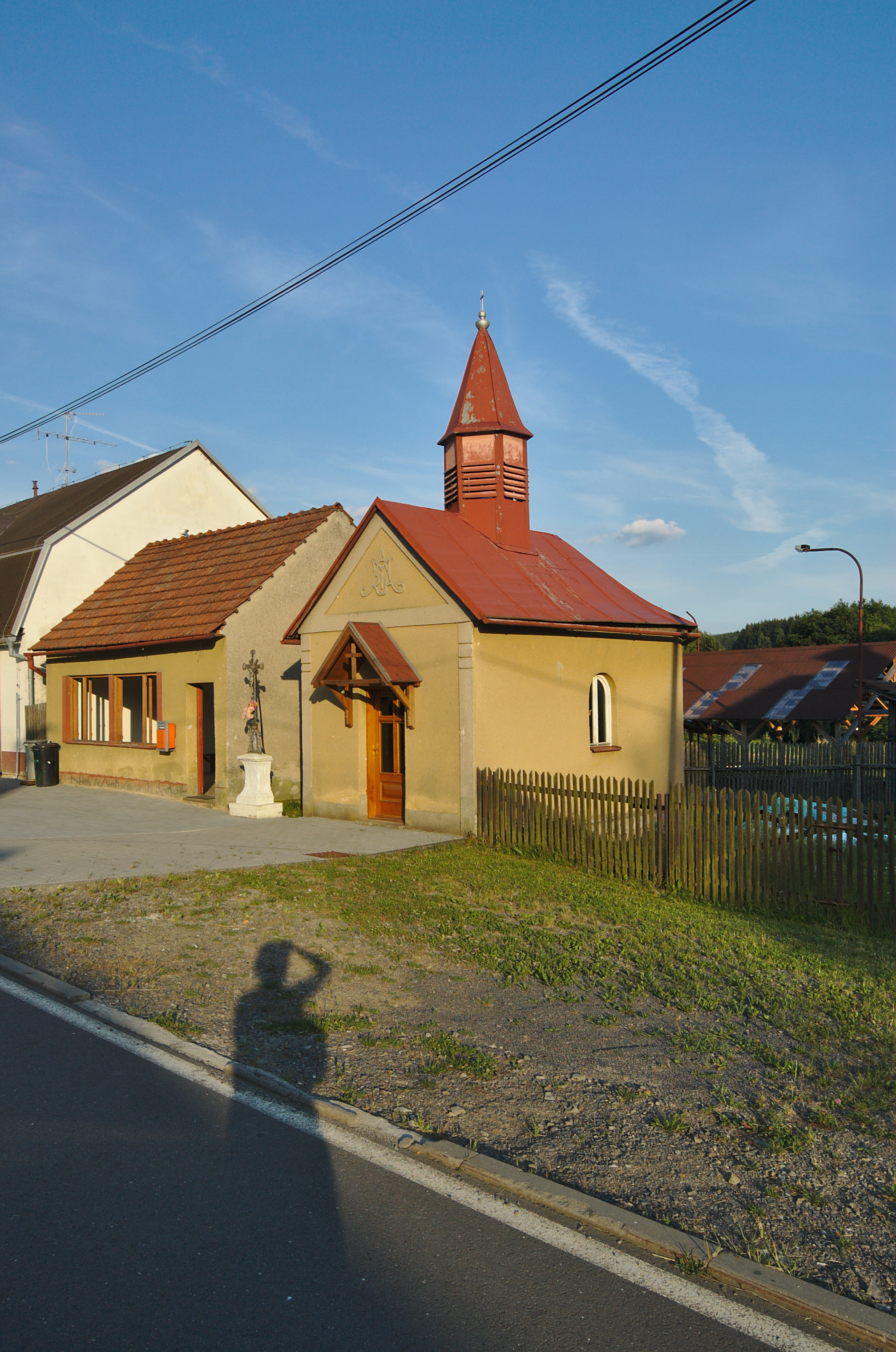
Kaple, Pohora
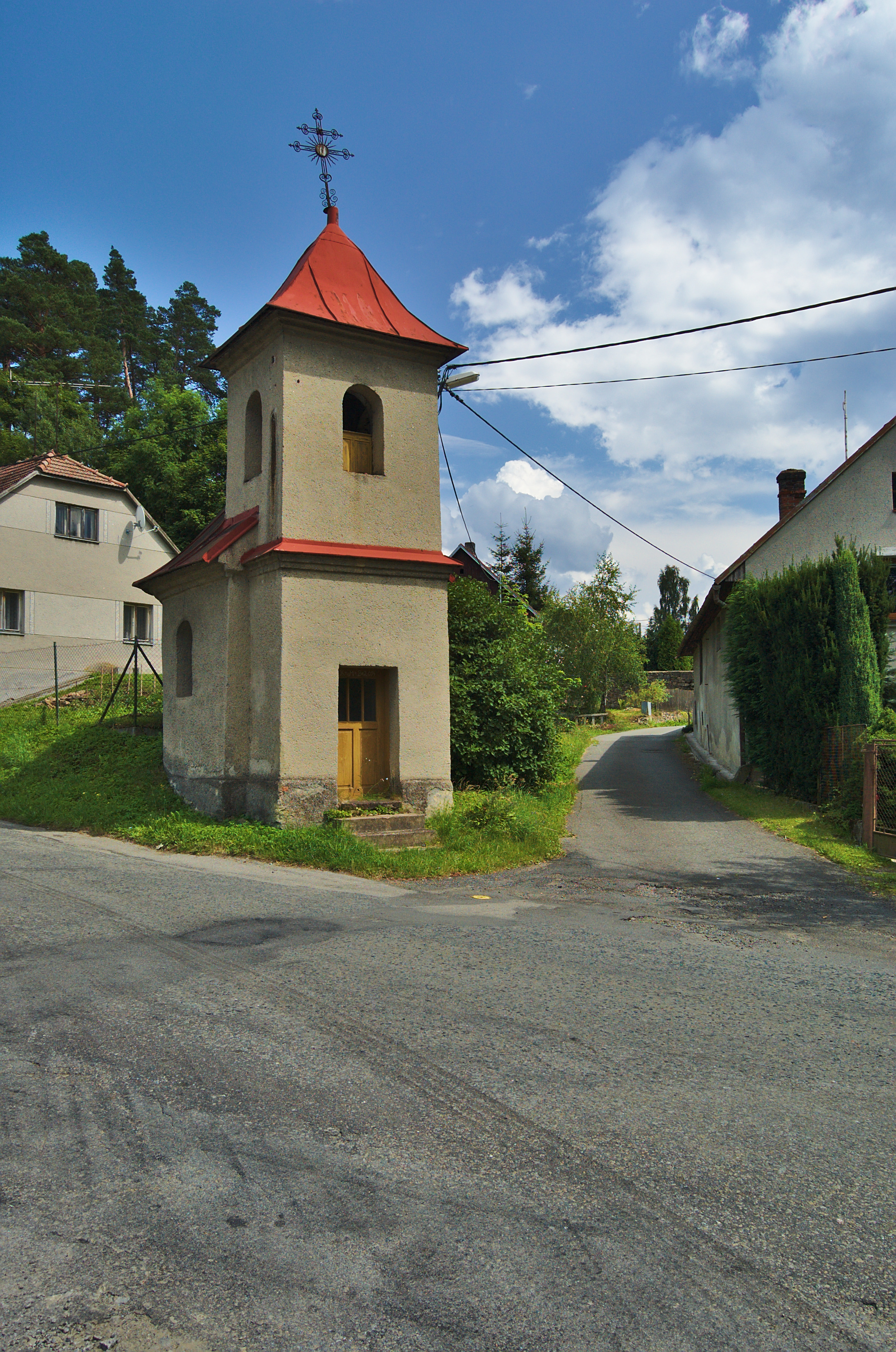
Kaple, Nové Sady